# لو کاتو-کامبرزی
لو کاتو-کامبرزی (به فرانسوی: Le Cateau-Cambrésis) یک کمون در فرانسه است که در دپارتمان نُر واقع شده‌است. لو کاتو کامبرزی ۲۷٫۲۴ کیلومتر مربع مساحت و ۶٬۹۹۸ نفر جمعیت دارد و ۹۶ متر بالاتر از سطح دریا واقع شده‌است.
این شهر زادگاه شخصیت‌های مشهوری همچون پیر نورد و آنری ماتیس است.

## خواهرخوانده
شهر Cave خواهرخواندهٔ لو کاتو کامبرزی است.